# Iskandar Muda
Le sultan Iskandar Muda (1583 ? - 27 décembre 1636, « Alexandre le Jeune » en malais, était le 12e souverain d'Aceh dans le nord de l'île de Sumatra en Indonésie. C'est sous son règne que le royaume atteint sa plus grande extension territoriale et devient l'État le plus puissant et le plus prospère de l'ouest de l'archipel indonésien. Sous Iskandar Muda, Aceh fait conquête sur conquête et devient un centre commercial et religieux de renommée internationale.

## Conquêtes

Les conquêtes d'Iskandar Mudra (légende en anglais).

Les succès d'Iskandar Muda reposaient sur la puissance militaire d'Aceh. Le sultanat possédait une infanterie composée de conscrits, une cavalerie équipée de chevaux persans, un corps monté sur éléphants, plus de 2 000 canons et une marine dont les bateaux pouvaient embarquer 600 à 800 hommes chacun.
Lorsqu'il monte sur le trône, Iskandar commence par affirmer son contrôle sur le nord de Sumatra. Il conquiert le sultanat de Deli en 1612, la principauté d'Aru et le sultanat de Johor à la pointe méridionale de la péninsule Malaise en 1613. Le souverain de Johor Alauddin Riayat Syah II et des membres de la famille royale sont emmenés en captivité en Aceh, ainsi que des marchands de la Compagnie néerlandaise des Indes orientales. Johor réussit néanmoins à expulser la garnison acehnaise la même année. Iskandar Muda ne parviendra jamais à s'assurer un contrôle permanent de ce territoire. Johor fera alliance avec les royaumes de Pahang dans le nord de la péninsule, et Palembang, Jambi, Indragiri, Kampar et Siak à Sumatra, contre Aceh.
Iskandar poursuit néanmoins ses campagnes. Il écrase une flotte portugaise à Bintan en 1614. En 1617, il soumet Pahang et emmène son sultan, Ahmad Syah, en captivité à Aceh, réussissant ainsi à prendre pied sur la péninsule. Iskandar conquiert Kedah en 1619, en rase la capitale et en emmène les habitants en captivité en Aceh. Perak subit le même sort en 1620, avec la capture de 5 000 personnes. Il met Johor à sac en 1623 et conquiert l'île de Nias en 1624-1625.
La puissance d'Aceh menace les Portugais établis à Malacca. En 1629, Iskandar lance une flotte de plusieurs centaines de bateaux sur la place-forte portugaise. L'expédition est un désastre. D'après des sources portugaises, tous ses bateaux sont détruits et 19 000 perdus. Après cette débâcle, Iskandar ne lancera que deux autres expéditions navales, en 1630-1631 et en 1634, dans les deux cas pour réprimer des révoltes à Pahang. Aceh garde le contrôle du nord de Sumatra mais ne sera jamais capable d'imposer sa suprématie sur le détroit de Malacca. Le sultanat n'arrivera pas plus à étendre son pouvoir sur la riche région productrice de poivre de Lampung dans le sud de Sumatra, qui est contrôlé par le royaume de Banten.

## Économie et administration
(octobre 2015).
La base de l'économie du sultanat était la culture et le commerce des épices, notamment du poivre. La raison des conflits militaires entre Aceh, Johor et Malacca, ainsi qu'avec les nombreuses principautés portuaires productrices de poivre, étaient les antagonismes économiques. Les autres exportations d'Aceh étaient le clou de girofle et la noix de muscade, ainsi que la noix de bétel. Ces exportations faisaient la prospérité du sultanat. Iskandar Muda menait également une politique économique ferme pour soutenir la croissance, consistant notamment en taux d'intérêt faibles et l'usage de pièces d'or. Cependant, comme d'autres sultanats de la région, il avait des difficultés à obtenir des paysans qui vivaient à l'intérieur des terres, un impôt en nourriture suffisant pour alimenter les soldats et les activités commerciales de la capitale. De fait, un des objectifs d'Iskandar était même d'approvisionner le pays en esclaves agricoles.
Le règne d'Iskandar Muda fut aussi caractérisé par la violence à l'égard des dissidents de toutes sortes. Il n'hésitait pas non plus à supprimer les plus aisés pour s'emparer de leurs richesses. Les punitions à l'occasion de manquements étaient terribles. Un visiteur français, dans les années 1620, relate « tous les jours, le roi faisait couper des nez, énucléer des yeux, castrer, couper des pieds, des mains, des oreilles et autres mutilations, bien souvent pour de très petites affaires. » Il fit tuer son fils, et fit de son gendre Iskandar Thani, fils d'un sultan capturé, son successeur.

## Culture
Sous le règne d'Iskandar Muda, d'éminents savants musulmans venaient en Aceh et en firent un centre réputé d'études islamiques. Iskandar Muda encourageait la tradition des mystiques soufis Hamzah Fansūrī et Syamsuddin de Pasai, qui résidaient tous deux à la cour d'Aceh. Les œuvres de ces deux lettrés ont été traduites dans différentes langues d'Indonésie et ont eu une influence considérable dans la péninsule Malaise. Tous deux furent plus tard dénoncés comme "hérétiques" par Nuruddin ar-Raniri, un religieux arabe venu à la cour d'Aceh sous le règne d'Iskandar Thani, successeur d'Iskandar Muda. Leurs livres furent alors brûlés.
La Hikayat Aceh ou "Chronique d'Aceh" a probablement été écrite sous le règne d'Iskandar Muda, bien que certains lui attribuent une date postérieure,. Cette œuvre raconte l'histoire du sultanat et fait l'éloge du jeune Iskandar Muda. Elle a visiblement été inspirée par l' Akbarnama persan, dédié à l'empereur moghol Akbar.

## Héritage
Pour les Acehnais, Iskandar Muda est un héros et un symbole de la grandeur passée d'Aceh. Il lui ont donné à titre posthume le titre de Po Teuh Meureuhom, c'est-à-dire "Notre défunt bien-aimé seigneur". De nombreux bâtiments, structures et institutions d'Aceh portent son nom, comme l'aéroport Sultan Iskandarmuda de Banda Aceh, la capitale, ainsi que le commandement militaire régional (Kodam) de la province.